# Price-earnings ratio
Pour les articles homonymes, voir PER.
Le Price-Earnings Ratio (PER, ou Price-to-Earnings, P/E) est un indicateur utilisé en analyse financière et boursière. Il se calcule en divisant la capitalisation boursière d'une entreprise par son résultat net, ou en divisant le cours d'une action par le bénéfice net par action (BNPA). Il est également appelé  « ratio cours sur bénéfices » (C/B), « multiple de capitalisation d'une société », « coefficient de capitalisation des résultats » (CCR), « multiple cours sur bénéfices », « coefficient de capitalisation des bénéfices ».
Cet indicateur permet d'évaluer la valeur d'un titre relativement aux titres de sociétés du même secteur : en principe, un PER plus faible indique une action bon marché, un PER plus élevé une action chère par rapport aux autres sociétés.
Par exemple, un titre de société cotée ayant un PER inférieur de moitié à l'indice du marché boursier (par exemple le CAC 40) aurait en principe une espérance de croissance d'un facteur 2.
Ce principe est à nuancer. La valeur du PER reflète avant tout les attentes des investisseurs, soit les perspectives de bénéfices. Une société cotée susceptible de faire l'objet d'une offre publique d'achat voit souvent son PER progresser à la suite du ramassage du titre et de possibles anticipations de changement de contrôle.

## Formules
Le PER se calcule en divisant la capitalisation boursière par le résultat net, ou en divisant le cours d'une action par le bénéfice net par action (BNPA). 
On a ainsi : 
{\displaystyle PER={\frac {\text{Capitalisation boursière}}{\text{Résultat net}}}}
ou
{\displaystyle PER={\frac {\text{Cours de l'action}}{BNPA}}}
Généralement, ces opérations s'effectuent avec les données du dernier exercice annuel d'une entreprise, mais certains analystes financiers utilisent des données trimestrielles (PER glissant) ou des données prévisionnelles fondées sur des anticipations de bénéfices (PER projeté).

## Utilisations
Le PER de X indique qu'une société a une capitalisation équivalente à X fois ses bénéfices.
Le PER peut donc être interprété comme un indice de cherté de l'action : les investisseurs en accepteront un plus élevé si l'entreprise a de fortes perspectives de croissance, ou au contraire si ses résultats passés semblent montrer une bonne gestion et donc peu de risques de pertes.
Le PER doit être utilisé pour comparer des sociétés ayant des secteurs d'activité similaires. Théoriquement, plus le PER de l'action est faible, plus celle-ci a des chances de monter ; et quand deux concurrents ont des PER différents mais une croissance comparable, cela veut dire que l'une de ces entreprises est sur-évaluée (ou que l'autre est sous-évaluée).
Dans la pratique, ce rapport varie entre 5 et 40, atteignant parfois des extrêmes (bien plus bas ou bien plus hauts) qui dépendent du type d'entreprise (entreprise de croissance, défensive, cyclique, en crise, en déclin…), des phases baissières ou haussières de la bourse, de « modes boursières » concernant telle activité ou tel type de société (pouvant mener à une bulle spéculative), du cycle économique, de la place de cotation... En somme, beaucoup d'interprétations sont possibles et il n'y a pas de valeur théorique idéale ; le tableau ci-dessous n'est donc qu'indicatif et ne doit pas être utilisé comme seul guide :
| N/A        | Par convention, le ratio n'est pas défini pour une société sans bénéfice (division par 0 impossible) ou pour une société ayant subi des pertes (même s'il est mathématiquement possible de calculer un ratio négatif avec un « bénéfice négatif »). |
| 0 à 10     | L'action est sous-évaluée ou les bénéfices de la société sont supposés être bientôt en déclin. |
| 10 à 17    | Pour la majorité des sociétés, un ratio se situant dans cette tranche est considéré comme bon. |
| 17 à 25    | L'action est surévaluée ou il y a croissance des profits depuis les dernières annonces. |
| Plus de 25 | Il est probable que de forts profits soient attendus dans le futur, ou l'action fait l'objet d'une bulle spéculative. |

## Limites
La simplicité d'utilisation du PER ne doit pas occulter ses limites :
- il ne tient pas compte de la structure financière de l'entreprise (endettement, trésorerie) ;
- son calcul s'appuie sur le résultat net, qui peut être « manipulable » (exemples : impact du résultat exceptionnel, influence des dotations aux amortissements et aux provisions).

## Exemple
Une société possède un capital composé de 10 millions d'actions cotant chacune 100 euros, et réalise un bénéfice net de 50 millions d'euros. La capitalisation boursière de la société est alors de 1 milliard d'euros (10 000 000 × 100), et le bénéfice par action est de 5 euros (50 000 000 / 10 000 000). Le PER de la société est de 20 (1 milliard / 50 millions, ou 100 / 5) ; la société vaut donc en bourse 20 fois son bénéfice estimé pour l'année, et l'acheteur d'une action peut théoriquement espérer se rembourser en 20 ans, si l'entreprise distribue tous ses bénéfices et que ceux-ci restent stables.
L'année suivante, le résultat net double et passe à 100 millions d'euros : le PER est divisé par deux et passe à 10. Pour l'investisseur, la capacité théorique de remboursement du prix d'achat d'une action a doublé.
L'année suivante, une augmentation de capital fait augmenter d'un quart le nombre de titres en circulation : la capitalisation de l'entreprise augmente alors d'un quart, tout comme le PER, qui passe à 12,5. Le PER reste inférieur à 20 et l'investissement parait toujours rentable, mais l'investisseur peut décider d'étudier les raisons de cette augmentation de capital.
Le PER varie donc en fonction du nombre de titres cotés, des bénéfices réalisés, et de la variation des cours de bourse, tous soumis à des aléas difficilement prévisibles sur le long terme.

## Construction économique du PER
Le PER du marché est un indicateur qui synthétise en un chiffre pour le marché, l'expression de l'inverse d'un niveau de taux d'intérêt pondéré par le taux de croissance économique. Ainsi, lorsque les taux montent, le PER descend et inversement. Plus les anticipations de croissance sont fortes, plus les PER sont élevés, cela est observable sur de nombreux marchés innovants ou émergents. D'autres facteurs peuvent également introduire d'autres pondérations, par exemple si les droits de propriété des investisseurs sont insuffisamment garantis (les niveaux de valorisation s'en trouvent globalement pénalisés).

## Ratios dérivés

### PEG
Le PEG, ou price-earnings to Growth ratio, est obtenu en divisant le PER par le taux de croissance des bénéfices par action. Cette anticipation de croissance des profits permet de relativiser l'importance d'un PER pouvant paraître élevé.

### PER ajusté
Le PER ajusté désigne le PER calculé avec le résultat net dont on a retiré les éléments exceptionnels ; cela permet de lisser l'évolution du PER.

### PER relatif
Le PER relatif permet de comparer le PER d'une entreprise avec le PER moyen du marché ou du secteur de l'entreprise. Un PER relatif inférieur à 1 peut indiquer une opportunité d'achat si aucune raison n'explique cette décote par rapport aux autres sociétés du secteur.

### Taux de rendement implicite
L'inverse du PER est parfois utilisé sous le nom de « taux de rendement implicite ». Cela est censé faciliter la comparaison avec les rendements d'autres placements : par exemple, un PER de 20 correspondrait à un rendement bénéficiaire de 1 / 20 = 5 %.